# ترنرزویل (نیوجرسی)
ترنرزویل، نیوجرسی (به انگلیسی: Turnersville, New Jersey) یک منطقهٔ مسکونی در ایالات متحده آمریکا است که در نیوجرسی واقع شده‌است.

## خصوصیات
ترنرزویل ۳٫۸۷۱ کیلومترمربع مساحت و ۳٬۸۶۷ نفر جمعیت دارد و ۲۸ متر بالاتر از سطح دریا واقع شده‌است.